# Голден Шорс (Аризона)
Голден Шорс (енгл. Golden Shores) насељено је место без административног статуса у америчкој савезној држави Аризона.

## Демографија
По попису из 2010. године број становника је 2.047.
| Група             | 2000.    | 2010.         |
| Белци             | 0 (0,0%) | 1.836 (89,7%) |
| Афроамериканци    | 0 (0,0%) | 7 (0,3%)      |
| Азијати           | 0 (0,0%) | 7 (0,3%)      |
| Хиспаноамериканци | 0 (0,0%) | 157 (7,7%)    |
| Укупно            | 0        | 2.047         |